# Сподня Бесниця
Сподня Бесниця (словен. Spodnja Besnica) — поселення в общині Крань, Горенський регіон, Словенія. Висота над рівнем моря: 429,7 м.